# Henry Bernard Chalon
Henry Bernard Chalon (né à Londres en 1770 et mort en 1849) est un peintre animalier et lithographe anglais.

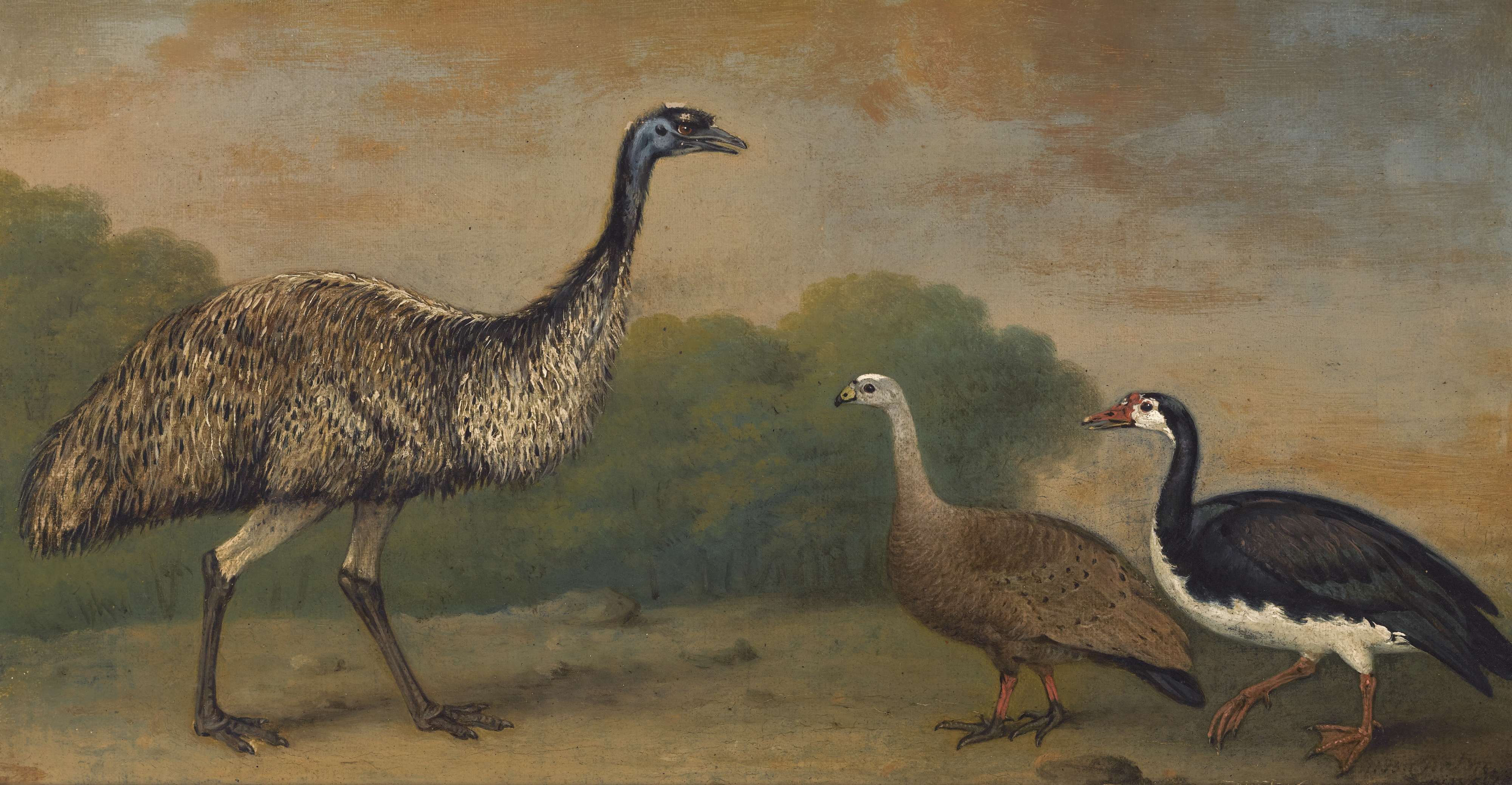
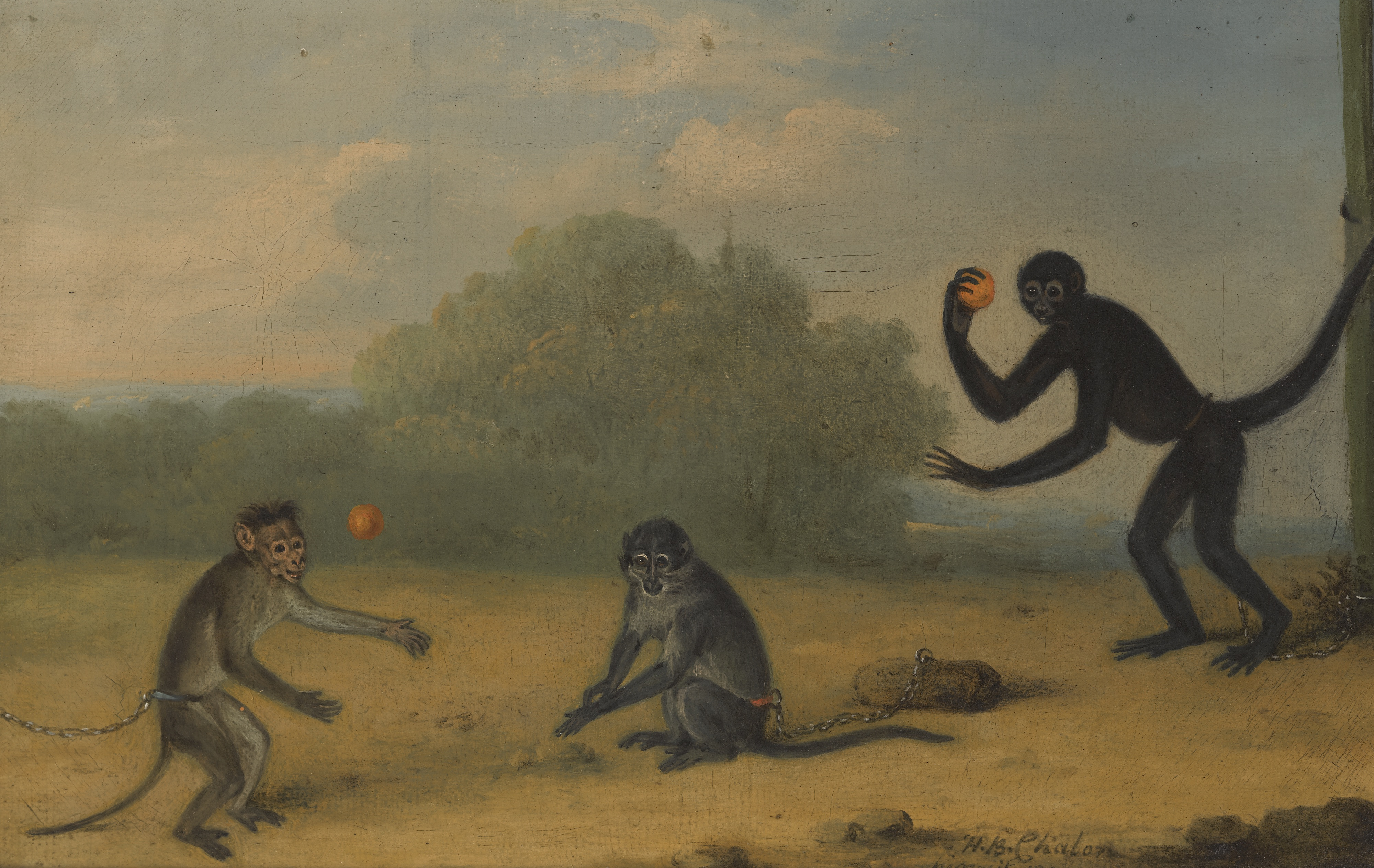
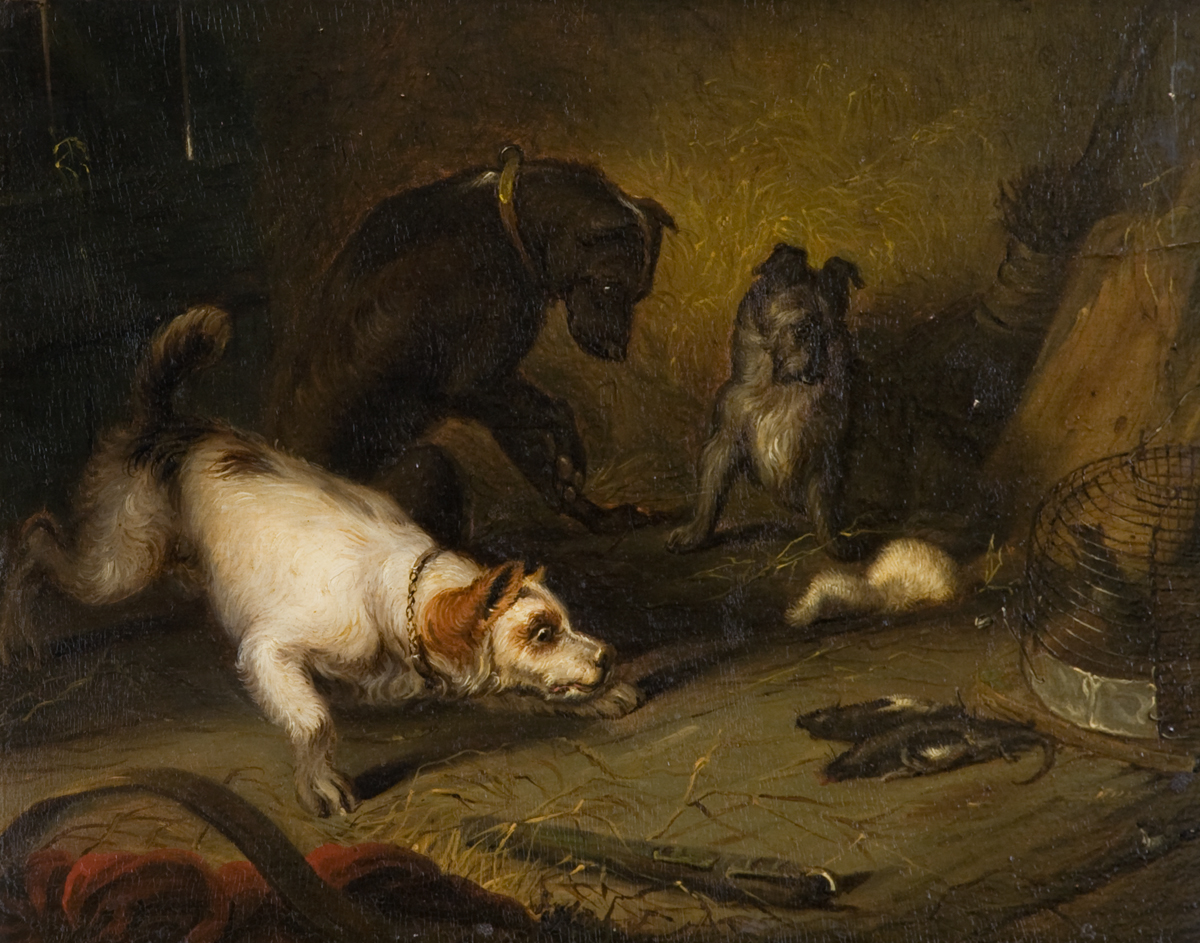
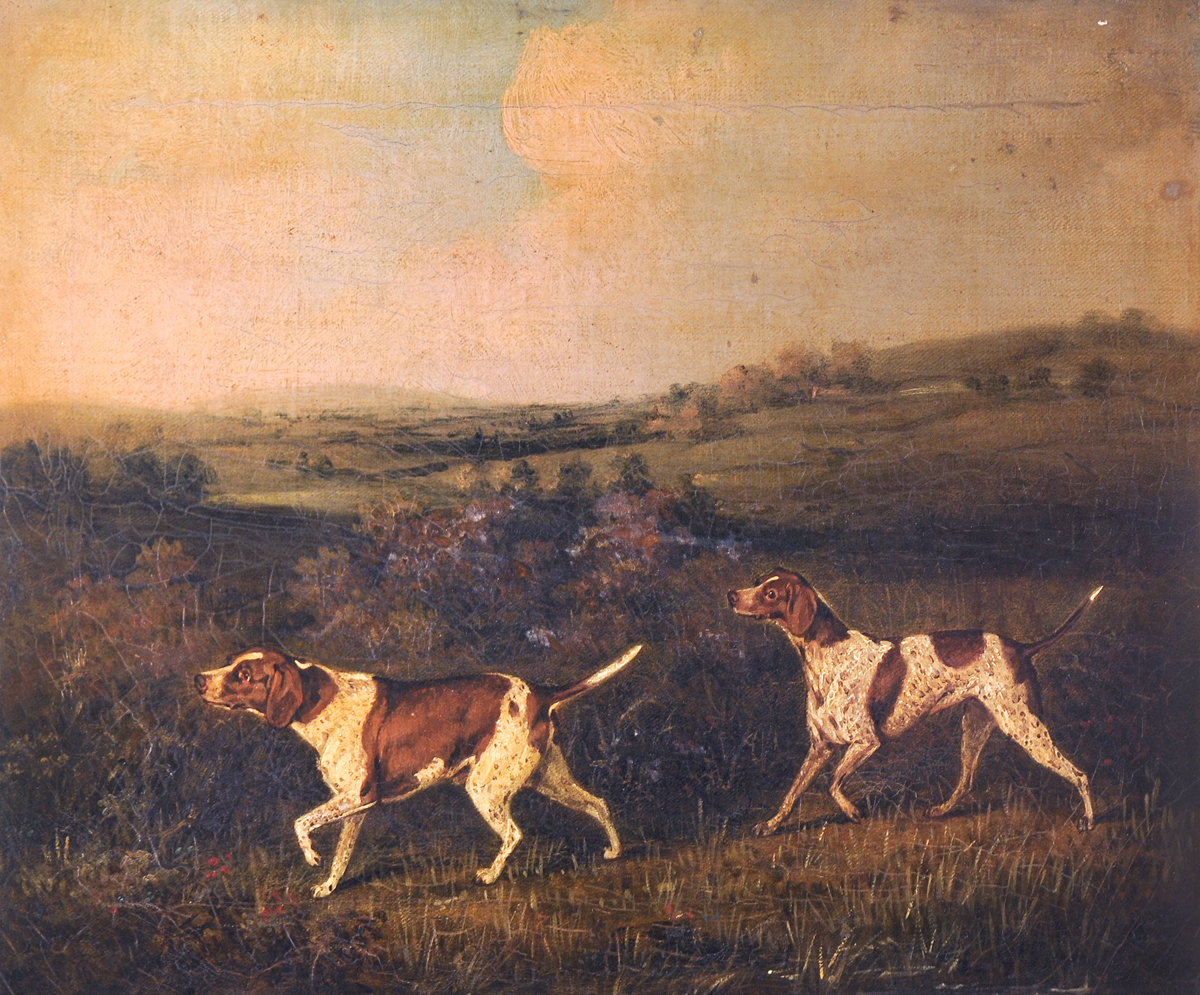
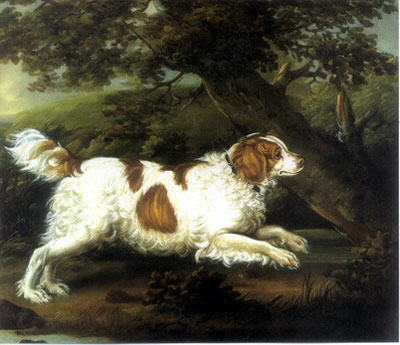